# 鶴田洋久
鶴田 洋久（つるた ひろひさ、1964年 - ）は、日本の漫画家。埼玉県出身。東京デザイナー学院卒業。代表作はアニメ化もされた「なつきクライシス」。漫画家の円英智 は小学5年生から、萩原一至 は専門学校から、それぞれ親交を持つ。

## 経歴
- 1985年、ダーティー松本のアシスタントを1988年頃まで務める。
- 1989年、集英社月刊『ベアーズクラブ』にて「なつきクライシス」[3] でデビュー。
- 1991年、集英社月刊『ビジネスジャンプ』にて「風牙（フーガ）」連載（全11話）。「なつきクライシス」、『ベアーズクラブ』での連載終了（全18話）。
- 1992年、『ビジネスジャンプ』にて「なつきクライシス」連載再開。
- 1993年、鳴海丈の小説「完殺者真魅（ジェノサイダーマミ）」第1巻（集英社ジャンプ ジェイ ブックス）の挿絵を担当。
- 1994年、マッドハウス制作のOVA「なつきクライシス」（キングレコード）発売（全2巻）。
- 1995年、スーパーファミコン用対戦型格闘ゲーム「なつきクライシスバトル」（エンジェル）発売。
- 1997年、「なつきクライシス」完結（全117話、2誌通算では全135話）。
- 1998年、『ビジネスジャンプ』にて「弁天様には言わないで」連載開始。
- 1999年、「弁天様には言わないで」35話をもって『ビジネスジャンプ』本誌での連載終了。以降、増刊にて継続。
- 2000年、集英社『エクストラ・ビージャン』（ビジネスジャンプ増刊）にて「弁天様には言わないで」完結（全41話）。
- 2001年、コンビニコミック「なつきクライシス/なつきにノックアウト編」出版（全5巻）。
- 2003年、集英社『ウルトラジャンプ』にて「Bリアクション!」連載開始[4]（2004年11月号にて連載終了）。

## 作品リスト
- なつきクライシス（全18巻）
- 風牙（全1巻）
- 完殺者真魅（ジェノサイダーマミ）（鳴海丈の小説）（全2巻のうち第1巻挿絵）ISBN 9784087030075
- 弁天様には言わないで（全5巻）
- Bリアクション!（1巻）[5]
- 鉄心爛漫！！ゴージャス武士道（読み切り、エクストラ・ビージャン1996年10月10日号）
- VS.～バトルめもりーず～（2回連続読み切り、週刊ヤングジャンプ2000年1月31日号、2000年2月3日号）
- 恋撃ビバップ（読み切り、別冊ヤングジャンプ2000年12月31日増刊号）
- ネコカン（読み切り、エクストラ・ビージャン2001年4月10日号）